# Stephanie Talbot
Stephanie Talbot (Katherine, 15 de junho de 1994) é uma basquetebolista profissional australiana que atualmente joga pelo Phoenix Mercury.
Nos Jogos Olímpicos de Verão de 2024, em Paris, conquistou a medalha de bronze no torneio feminino do basquetebol, após vencer confronto contra a equipe belga por 85–81 na decisão do terceiro lugar.